# Italija
Italija (tal. Italia), službeno Talijanska Republika (tal. Repubblica Italiana), država u južnoj Europi. Stari hrvatski izvori ju zovu i Talijanska. Sastoji se od Apeninskog poluotoka i dva velika otoka na Sredozemnom moru, Sicilije i Sardinije. Glavni grad je Rim.
Jedina kopnena granica joj se nalazi na sjeveru, na Alpama, gdje graniči s Francuskom u zapadnom dijelu, Švicarskom na sjeverozapadnom dijelu, Austrijom na sjevernom dijelu, te Slovenijom na sjeveroistočnom dijelu. Uz kopnene granice ima i morsku granicu s Hrvatskom. Enklave, neovisne države San Marino i Vatikan nalaze se potpuno okružene državnim područjem Talijanske Republike.
Italija je mjesto nastanka Rimskog Carstva, jednog od najvećih carstava starog stoljeća. Barbarske invazije uništile su Zapadno Rimsko Carstvo i omogućile stvaranje germanskih država na tlu Italije. Bizantsko Carstvo i Franačka su u ranom srednjem vijeku posjedile važne dijelove Italije. Kasnija podjela Italije na male države omogućile su Svetom Rimskom Carstvu, Francuskoj i Austriji da dominiraju talijanskom politikom. Italija je ujedinjena u drugoj polovini 19. stoljeća. Od ujedinjenja pa do kraja Drugog svjetskog rata, Kraljevina Italija je stvorila kolonijalno carstvo u Sredozemnom moru i istočnoj Africi.
U 1946. godini, Italija je proglasila republiku. Jedna je od osnivača NATO-a, grupe G8 i Europske ekonomske zajednice, današnje Europske unije.

## Povijest
Talijani su potomci starih plemena koja su se još početkom prvog tisućljeća pr. Kr. nastanila u krajevima između Alpa, i po cijelom Apeninskom poluotoku i Siciliji. Ovi narodi bijahu različitog porijekla. Najstariji su svakako bili Liguri i Iliri, koje su talijanski preci potisnuli potkraj 2. i početkom prvog tisućljeća pr. Kr. Negdje u 8. stoljeću pr. Kr. između rijeke Arno i Tiber nastanili su se i Etruščani, koji su se u 7. stoljeću pr. Kr. proširili sve do rijeke Pada i Korzike. Bijahu u tim krajevima nastanjeni još mnogi narodi. Tako su u područjima oko današnje Venecije živjeli Veneti, tako da se danas talijanska regija u kojoj je smještan ovaj grad zove Veneto jer ona odgovara povijesnom području na kom je živjelo ovo pleme, a niže na poluotoku Mesapi (Messapii) i Japigi (Iapyges) u Apuliji. Na Siciliji su živjeli Sikulci, Sikani (Sikanci) i Elimi.
Sabinjani (Sabini) i Latini živjeli su u Laciju (Lazio) zajedno s Faliscima, Ekvima (Aequi), Hernicima i Ausonima. U Abruzzima bijahu Vestini, Paeligni i Marsi.
Prapovijesna nalazišta se mogu naći na više mjesta, posebno u regijama Laciju, Toskani, Umbriji i Basilicati.
Frentani, Picenti i Marrucini naseljavali su središnju obalu Jadrana. Samniti i Lucani življaše u Moliseu i Basilicati. Sva su ova plemena utjecala na stvaranje kasnijih Talijana. Jezgru nove nacije svakako su dali oni narodi i plemena po kojima su Talijani dobili ime, zvali su se Italici ili Itali. Italici nisu bili jedno pleme, bijahu podijeljeni na 4 glavna plemena, to su: Latini, Falisci, Osci i Umbri ili Umbrijci. Ovo bijahu vrijedni ljudi koji su živjeli od poljodjelstva i uzgoja stoke. Širenjem moći Rima (Roma) negdje od 5. stoljeća pr. Kr. italska plemena ušla su u sklop Rimske Republike i postali mu saveznici. Dobili su rimsko građansko pravo nakon savezničkog rata koji se vodio od 90. do 89. pr. Kr.

### Stari vijek
U starom vijeku, Grci su u južnoj Italiji i na Siciliji imali "veliku Grčku" (Magna Graecia), a na sjeveru su vladali Etruščani. Rim je postao sjedište Rimskog Carstva, koje je do 5. stoljeća vladalo najvećim dijelom Europe.

### Srednji vijek
Nakon srednjeg vijeka, Italija je bila glavno središte humanizma i renesanse, koji su preporodili europsku filozofiju i umjetnost. Italija je bila rascjepkana u gradove-državice ili područja pod tuđinskom vlašću do 17. ožujka 1861., kad se cijeli poluotok zajedno s dva otoka udružio u jednu kraljevinu. 
Grad Rim se pridružio tek 20. rujna 1870., što je konačni nadnevak ujedinjenja Italije.

### Prvi svjetski rat
U Prvom svjetskom ratu (1914. – 1918.) Italija je ušla na strani Centralnih sila, ali do 1915. nisu sudjelovali u ratnim operacijama. Tada su tajnim Londonskim ugovorom prešli na stranu Antante, a zauzvrat im je obećana istočna obala Jadrana, jug Grčke i dijelovi Afrike. Talijani su se najviše borili na rijeci Soči.

### Fašistički režim
Fašisti su uveli diktaturu 1922., borili se na strani Njemačke u 2. svjetskom ratu i izgubili.
Talijani nisu bili zadovoljni Versaillskim poretkom. Posebice su bili nezadovoljni time što nisu dobili obećana područja. Javlja se politika revanšizma i revizionizma koju predvodi Benito Mussolini, predvodnik Fašista. Mussolini je pridobio talijane obećavši im smanjenje ne zaposlenosti u vrijeme najveće krize, poslije rata. Zaposlio je ljude najviše u vojnoj industriji.
U Drugi svjetski rat Italija je ušla na strani Trojnog pakta. Bili su najbliži suradnici nacističke Njemačke. Kapitulirali su nakon što su se saveznici sa Sjeverne Afrike preko Sicilije iskrcali na Talijansko kopno 1943.

### Moderna Talijanska država (od 1946.)
Referendum o monarhiji od 2. lipnja 1946. stvorio je Republiku Italiju. Od tada do današnjih dana jedina stvarna opasnost po tada stvoren ustavni poredak je bio Borgheseov puč iz prosinca 1970. godine.
Poslije rata vlada velika kriza u zemlji. Ipak, iako su bili na strani poraženih dobili su povoljne kredite od Amerike, Marshallov plan, pomagali su i brojni talijanski iseljenici koji su ulagali u matičnu zemlju. To je jako pomoglo gospodarstvu zemlje. Naročito, nakon što je 1957. bila jedna od osnivača Europske ekonomske zajednice i tako povećala tržište za svoje proizvode. To joj je uvelike pridonijelo u gospodarskom i političkom smislu, postala je jedno od najbrže rastućih gospodarstava u svijetu. Postala je jedna od vodećih zemalja svijeta i pripada u skupinu G8. Italija je otpočetka članica saveza NATO i Europske unije.
Na izmaku 20. stoljeća, nestabilnosti unutarnje politike pridonosili su česti financijski i politički skandali, korupcija i postojanje jake mafije. Tijekom 1990-ih u Italiji se razvijaju nove političke organizacije: Sjeverna liga (Lega Nord) i Naprijed Italijo (Forza Italia); potonja stranka desnice S. Berlusconija pobjeđuje na izborima 2001. godine.

## Politika
Ustav iz 1948. ustanovio je dvodomni parlament (Parlamento), koji ima Zastupnički dom (Camera dei Deputati) i Senat (Senato della Repubblica), zasebno sudstvo, te izvršnu vlast utjelovljenu u Vijeću ministara (kabinetu), koje predvodi predsjednik vijeća (predsjednik vlade).
Predsjednik Republike bira se svakih 7 godina, a bira ga Parlament zajedno s malim brojem regionalnih poslanika. Predsjednik predlaže predsjednika vlade, koji predlaže ostale ministre (formalno ih imenuje predsjednik).
Vijeće ministara (koje obično čine parlamentarni zastupnici) mora zadržati povjerenje (Fiducia) oba doma.
Zastupnici domova parlamenta biraju se izravno kroz opće izbore, a koristi se miješani većinsko-proporcionalni sustav. Prema zakonima iz 1993., 75% mjesta u parlamentu zauzimaju predstavnici okruga; preostalih 25% mjesta raspoređuje se proporcionalno. Zastupnički dom ima 630 zastupnika. 
Osim 315 zastupnika koji se biraju, Senat sadrži i bivše predsjednike, kao i razne druge osobe imenovane doživotno u skladu s posebnim ustavnim odredbama. Zastupnici oba doma biraju na najviše 5 godina, ali oba se doma mogu raspustiti i prije isteka tog roka. Zakoni se smiju predlagati iz oba doma, a mora ih prihvatiti većina u oba doma.
Talijansko se sudstvo zasniva na rimskom pravu, napoleonskom kodu i statutima. 
Ustavni sud (Corte Costituzionale), koji odlučuje o ustavnosti zakona, osnovan je tek nakon 2. svjetskog rata.

## Zemljopis
Najveći dio Italije čini Apeninski poluotok, najveći poluotok u Sredozemnom moru, gdje zajedno s dva otoka - Sicilijom i Sardinijom - stvara zasebna mora, a to su Jadransko more na sjeveroistoku, Jonsko more na jugoistoku, Tirensko more na jugozapadu i Ligursko more na sjeverozapadu.
Apenini su gorski lanac koji se proteže duž čitavog poluotoka i na sjeverozapadu se spaja s planinskim lancem Alpa, koji polukružno zatvara Italiju na sjeveru. Na sjeveru je velika aluvijalna nizina rijeke Po i njezinih pritoka, koji se spuštaju s Alpa, Apenina i Dolomita. Ostale važne rijeke su Tiber, Adige i Arno.
Najviši vrh je Mont Blanc (Monte Bianco), koji ima 4.810 m, a viši su vrhovi još i Monte Rosa (4.637 m) i Monte Cervino (4.476 m - nje.: Matterhorn). Italija ima tri slavna vulkana: ugasli Vezuv kod Napulja, najveći aktivni u Europi Etna (3.550 m) na Siciliji i Stromboli (924 m) na obližnjem istoimenom otočiću.
Ukupna površina države iznosi 301.230 km², od čega je 294.020 km² kopno, a 7.210 km² je voda.

### Položaj
Italija se nalazi u južnoj Europi, između 35° i 47° sjeverne zemljopisne širine i 6° i 19° istočne zemljopisne dužine. 
Italija obuhvata Apeninski poluotok i tri velika otoka na Sredozemnom moru.
Najveći otoci su:
- Sicilija
- Sardinija
- Elba

Jedinu kopnenu granicu ima na sjeveru, na Alpima, gdje graniči s Francuskom, Švicarskom, Austrijom i Slovenijom. Kopnenu granicu grubo određuje Alpska razvodnica, koja okružuje Padsku i Venecijsku niziju. Neovisne države San Marino i Vatikan su enklave unutar teritorije Italije, dok je  Campione d'Italia, talijanska enklava u Švicarskoj. Oblik zemlje podsjeća na čizmu, a Sicilija asocira na trokut. Izlazi na pet mora: Jonsko, Jadransko, Ligursko, Tirensko i Sredozemno more.

### Geologija i reljef
Kroz cijeli poluotok prostiru se Apenini, a na sjeveru jedan dio Alpa pripada Italiji. Duž zapadne talijanske obale protežu se sa sjevera u pravcu juga sljedeće rivijere: Talijanska rivijera u Liguriji, Etrurska rivijera u Toskani i Napuljska rivijera u Kampanji. Istočna obala je od Trsta na sjeveru do Galianoa na jugu.
Država se nalazi na granici Euroazijske i Afričke ploče, što doprinosi značajnoj seizmičkoj i vulkanskoj aktivnosti. U Italiji se nalazi 14 vulkana, od kojih su četiri aktivna: Etna na Siciliji, Stromboli, Vulcano i Vezuv. Vezuv je jedini aktivni vulkan u kontinentalnoj Europi i poznat je zbog svoje erupcije koja je uništila Pompeja i Herkulaneja. Nekoliko otočja i brda je stvoreno vulkanskom aktivnošću, a sjeverozapadno od Napulja se nalazi prilično aktivna kaldera Campi Flegrei.

### Vode
Rijeke Italije slijevaju u Jadransko, Jonsko, Sredozemno, Tirensko, Ligursko, Crno i Sjeverno more. Najduže rijeke su Pad (Po), Adiža, Tiber, Adda, Oljo, Tanaro, Ticino i Arno. Po, dužine 652 km, najduža je talijanska rijeka, teče na od Alpa na zapadnoj granici s Francuskoj i sliva se u Jadransko more. U najveća talijanska jezera ubrajaju se Garda (367,94 km²), Maggiore (212.51 km², na granici sa Švicarskom) i Como (145,9 km²) u sjevernoj Italiji i Trazimensko jezero (124,29 km²) i Bolsena (113,55 km²) u srednjoj Italiji.

### Klima
Klima Italije drastično varira od stereotipne mediteranske klime u zavisnosti od položaja. Primorskim dijelovima Ligurije i većim dijelom Apeninskog poluotoka južno od Firence vlada klasična mediteranska klima. Veći dio sjevernih unutrašnjih oblasti Italije, oko Torina, Milana i Bologne ima kontinentalnu klimu, koja se često po Köppenovoj klasifikaciji klime klasificira i kao vlažna suptropska klima. Primorski deijlovi poluotoka mogu imati drastično drugačiju klimu od planina i dolina u unutrašnjosti, posebno tokom zimskih mjeseci, kada na planinskim dijelovima vladaju hladnoće i snijeg. Primorski regioni imaju blage zime i topla i obično suha ljeta, iako i doline u unutrašnjosti mogu biti prilično tople ljeti.

## Regije
Italija ima 20 regija (regioni, jednina regione), od kojih pet ima posebnu autonomiju, što je označeno zvjezdicom (*):
Regije se dalje dijele na pokrajine.
Gradovi - vidi Dodatak: Popis gradova u Italiji.
| Regija                      | Glavni grad | Površina (km2) | Stanovništvo |
| --------------------------- | ----------- | -------------- | ------------ |
| Abruzzo                     | L'Aquila    | 10,763         | 1.331.574    |
| Valle d'Aosta*              | Aosta       | 3,263          | 128.298      |
| Apulija                     | Bari        | 19,358         | 4.090.105    |
| Basilicata                  | Potenza     | 9,995          | 576.619      |
| Kalabrija                   | Catanzaro   | 15,080         | 1.976.631    |
| Kampanija                   | Napulj      | 13,590         | 5.861.529    |
| Emilia-Romagna              | Bologna     | 22,446         | 4.450.508    |
| Furlanija-Julijska krajina* | Trst        | 7,858          | 1.227.122    |
| Lacij                       | Rim         | 17,236         | 5.892.425    |
| Ligurija                    | Genova      | 5,422          | 1.583.263    |
| Lombardija                  | Milano      | 23,844         | 10.002.615   |
| Marke                       | Ancona      | 9,366          | 1.550.796    |
| Molise                      | Campobasso  | 4,438          | 313.348      |
| Pijemont                    | Torino      | 25,402         | 4.424.467    |
| Sardinija*                  | Cagliari    | 24,090         | 1.663.286    |
| Sicilija*                   | Palermo     | 25,711         | 5.092.080    |
| Toskana                     | Firenca     | 22,993         | 3.752.654    |
| Trentino-Južni Tirol*       | Trident     | 13,607         | 1.055.934    |
| Umbrija                     | Perugia     | 8,456          | 894.762      |
| Veneto                      | Venecija    | 18,399         | 4.927.596    |

## Gospodarstvo
Italija ima raznovrsno industrijalizirano gospodarstvo, a proizvodnja je ukupno i po glavi stanovnika otprilike ista kao u Francuskoj i Velikoj Britaniji. 
Kapitalistička ekonomija podijeljena je na razvijeni industrijski sjever, gdje prevladavaju privatne tvrtke, i manje razvijen poljoprivredni jug, s 20% nezaposlenih. U odnosu na zapadnoeuropske susjede, Italija ima velik broj malih i srednjih poduzeća (SME).
Uvozi se većina industrijskih sirovina i više od 75% energetskih potreba. Tijekom zadnjeg desetljeća, Italija je uvela strogu poreznu politiku kako bi ispunila gospodarske i monetarne uvjete Europe, snizila je stope kamata i inflacije, te je uvela euro 1999. godine.
Italija gospodarski zaostaje za glavnim europskim partnerima, pa sadašnja vlada uvodi brojne kratkoročne reforme kako bi povećala konkrentnost i dugoročni rast. S druge strane, vlada presporo uvodi potrebne strukturalne reforme, kao što su veće porezne olakšice i fleksibilnije tržište rada. Mirovinski je sustav preskup zbog usporavanja gospodarstva i loših odnosa sa sindikatima. Unatoč svemu tome, Italija je danas svjetska i europska gospodarska sila te pripada skupini najrazvijenijih zemalja svijeta G8

## Stanovništvo
U 150 godina ujedinjene Italije stanovništvo je utrostručeno. Na prvom popisu stanovništva 1861. bilo je oko 22 milijuna Talijana. Između popisa stanovništva 2001. i 2011. broj stanovnika s prebivalištem u Italiji povećao se za 2.468.900 osoba (+4,3%) na ukupno 59.464.644 stanovnika. Od toga je 28.750.942 muškaraca (48%) i 30.713.702 žena (52%). Povećanja stanovništva ne bi bilo da se broj stranaca s prebivalištem u Italiji nije u tih 10 godina povećao s 1.334.889 (2,34%) na 3.769.518 (6,34%). Povećao se i broj obitelji, s 21.810.676 na 24.512.012, a prosječan broj njihovih članova smanjio se sa. 2,6 na 2,4. Od popisanih stanovnika 46% je na Sjeveru, 19% u Centru, a 35% na Jugu i na otocima.

### Jezik
Italija je jezično i vjerski uglavnom homogena, ali je kulturno, gospodarski i politički vrlo raznolika. Peta je u Europi po gustoći stanovništva (197 stanovnika po četvornom kilometru). 
Nema velike manjine, a najveća je austrijska manjina u Južnom Tirolu (1991.: 287,503 Austrijanaca i 116,914 Talijana), te slovenska manjina oko Trsta.
Ostale manjine s djelomično službenim jezicima su:
- francuska manjina u regiji Valle d'Aosta;
- Sardinski jezici na Sardiniji);
- ladinski jezik u Dolomitima;
- furlanski u regiji Friuli-Venezia Giulia, što su sve romanski jezici.

Osim toga, ima i jezika koji se govore lokalno, kao što su:
- hrvatski u tri sela u regiji Molise;
- okcitanski jezik u južnim dolinama Piemontea;
- katalonski u gradu Alghero na Sardiniji;
- albanski u selima regije Calabria i na Siciliji;
- stari grčki dijalekti u selima regije Calabria.

### Religija
Iako je glavna vjera katoličanstvo (85% građana su nominalno katolici), postoje stare protestantske i židovske zajednice, kao i sve veće useljeničke zajednice pravoslavnih kršćana (ponajviše Rumunja, te muslimana).

## Kultura
Italija je znamenita zbog svoje umjetnosti, kulture i brojnih spomenika, od kojih su najslavniji kosi toranj u Pisi i Koloseum u Rimu, a poznata je i po dobroj hrani (pizza, špageti itd.), vinu, modi, dizajnu, operi i mnogo čemu drugome.
Italija je začela europsku renesansu tijekom 14. i 15. stoljeća. Pečat na zapadnoj kulturi ostavili su bezbrojni talijanski geniji. Ovo su samo neki od njih: pjesnici Dante i Petrarca, pisci Boccaccio, Casanova, Machiavelli i Castiglione, slikari Leonardo da Vinci, Raffaello i Michelangelo Buonarroti, arhitekti Bernini ,Palladio,Donatello,skladatelji Vivaldi, Paganini, Puccini, Rossini i Verdi, filozof Giordano Bruno, fizičar Alessandro Volta, Galileo Galilei, filmski redatelji Antonioni i Fellini.
Najznačajniji talijanski književnici 20. st.:
- Italo Svevo
- Luigi Pirandello
- Guido Gozzano
- Filippo Tommaso Marinetti
- Aldo Palazzeschi
- Dino Campana
- Umberto Saba
- Giuseppe Ungaretti
- Eugenio Montale
- Salvatore Quasimodo
- Mario Luzi
- Margherita Guidacci
- Bartolo Cattafi
- Maria Luisa Spaziani
- Alberto Moravia
- Giuseppe Tomasi di Lampedusa
- Alberto Savinio
- Carlo Emilio Gadda
- Dino Buzzati
- Tommaso Landolfi
- Carlo Levi
- Cesare Pavese
- Elio Vittorini
- Pier Paolo Pasolini
- Primo Levi
- Leonardo Sciascia
- Italo Calvino
- Umberto Eco
- Pier Vittorio Tondelli
- Aldo Busi

## Umjetnost
Umjetnost u Italiji obuhvata umjetnička dijela nastala od praistorije pa do danas. Italija je bila centar i žarište mnogih pravaca europske umjetnosti. U antici zahvaljujući svom položaju u centru Mediterana, u Italiji se prepliću kulturni utjecaji iz različitih područja. Ti pretežno grčki i helenistički utjecaji stapaju se s autohtonim likovnim izrazima Italije i stvaraju originalnu rimsku umjetnost, koja ipak nije dostigla umjetničke visine klasične grčke umjetnosti.

## Mediji
Italija raspolaže velikom mrežom masovnih medija. Pored tradicionalnih novina i televizije, sve više koristi se Internet.

### Novine
Postoji široka ponuda dnevnih talijanskih novina i listova. Naravno, ima određenih sličnosti i razlike među njima. Poznate dnevne novine su: La Repubblica u Rimu, Il Corriere della Sera u Milanu, La Stampa u Torinu, La Nazione u Firenci, Il Mattino u Napulju. U Italiji se dnevne novine čitaju mnogo manje nego u ostalim evropskim zemljama. S druge strane, talijanski nedeljni časopisi mogu se porediti s nemačkim. Po izuzetnom kvalitetu poznati su Oggi, Gente i La Domenica del Corriere.

### Radio i televizija
Tri nacionalne radio-televizije su RAI Uno, RAI Due i RAI Tre i one pripadaju organizaciji RAI-TV.
Također postoji veliki broj različitih privatnih postaja koje se nalaze gotovo u svakom velikom gradu. One opstaju emitirajući veliki broj reklama. Inače uglavnom puštaju glazbu i zabavni program. Kvaliteta privatnih televizija je različita. Mnoge su se proširile, a one manje uspješne sklone su emitiranju filmova slabije kvalitete. Italija raspolaže s 1.700 televizijskih postaja i oko 30 milijuna gledatelja.
Također vrlo utjecajna osoba u medijima je bivši premijer Silvio Berlusconi u čijem se vlasništvu nalaze tri televizijske postaje (Canale 5, Italia 1 i Rete 4) pod zajedničkim imenom Mediaset koje je kupio u razdoblju između 1980. i 1984. godine. One dnevno dostižu više od milijun gledatelja pretežno zbog Reality Shows programa i športskih prijenosa.

## Državni praznici (neradni dani)
| datum            | hrvatski naziv      | lokalni naziv                  | napomene |
| ---------------- | ------------------- | ------------------------------ | -------- |
| 1. siječnja      | Nova godina         | Capodanno                      |          |
| 6. siječnja      | Sveta tri kralja    | Epifania                       |          |
| dan nakon Uskrsa | Uskrsni ponedjeljak | Lunedì di Pasqua               |          |
| 25. travnja      | Dan oslobođenja     | Anniversario della Liberazione | od 1945. |
| 1. svibnja       | Praznik rada        | Festa del Lavoro               |          |
| 2. lipnja        | Praznik Republike   | Festa della Repubblica         | od 1946. |
| 15. kolovoza     | Velika Gospa        | Assunzione                     |          |
| 1. studenog      | Svi sveti           | Tutti i Santi                  |          |
| 8. prosinca      | Bezgrešno začeće    | Immacolata                     |          |
| 25. prosinca     | Božić               | Natale                         |          |
| 26. prosinca     | Sveti Stjepan       | Santo Stefano                  |          |
| 31. prosinca     | Silvestrovo         | San Silvestro                  |          |

## Promet
Italija spada u velike zemlje Europe i predstavlja središnju zemlju Sredozemlja, što da je izvanredne uslove za razvoj prometa. Italija ima razvijen drumski, željeznički, zračni i pomorski promet. Rim, kao glavni grad Italije, i Milano, kao njezino najvažnije privredno središte, predstavljaju ne samo glavne prometne čvorove u državi, već i u ovom djelu Europe.

## Vanjske poveznice
- Presidenza della Repubblica - službena stranica predsjednika Italije
- Parlamento - službena stranica talijanskog parlamenta
- Karta sjeverne Italije u antičko doba  Arhivirana inačica izvorne stranice od 2. ožujka 2008. (Wayback Machine)
- Karta južne Italije u antičko doba  Arhivirana inačica izvorne stranice od 3. ožujka 2008. (Wayback Machine)

### Ostali projekti
|  | Zajednički poslužitelj ima stranicu o temi Italija    |
|  | Zajednički poslužitelj ima još gradiva o temi Italija |
|  | Zajednički poslužitelj sadrži atlas Italije           |